# Čierne nad Topľou
Čierne nad Topľou (hongrois : Felsőfeketepatak) est un village de Slovaquie situé dans la région de Prešov.

## Histoire
Première mention écrite du village en 1399.

## Démographie

### Évolution de la population
| Année:               | 1994. | 2004.   | 2014.   | 2024.   |
| -------------------- | ----- | ------- | ------- | ------- |
| Nombre de personnes: | 815   | 795     | 747     | 711     |
| Différence:          |       | -2,45 % | -6,03 % | -4,81 % |

| Année:               | 2023. | 2024.   |
| -------------------- | ----- | ------- |
| Nombre de personnes: | 713   | 711     |
| Différence:          |       | -0,28 % |